# Agyneta
Genre
Synonymes
- Eupolis O. Pickard-Cambridge, 1901
- Anomalaria Dahl, 1912
- Meioneta Hull, 1920
- Aprolagus Simon, 1929
- Ischnyphantes Simon, 1929
- Syedrula Simon, 1929
- Gnathantes Chamberlin & Ivie, 1943

Agyneta est un genre d'araignées aranéomorphes de la famille des Linyphiidae.

## Distribution
Les espèces de ce genre se rencontrent en Amérique, en Asie, en Europe, en Afrique et en Océanie.

## Liste des espèces
Selon World Spider Catalog (version 26, 14/04/2025) :
- Agyneta adami (Millidge, 1991)
- Agyneta affinis (Kulczyński, 1898)
- Agyneta affinisoides Tanasevitch, 1984
- Agyneta albinotata (Millidge, 1991)
- Agyneta alboguttata (Jocqué, 1985)
- Agyneta albomaculata (Baert, 1990)
- Agyneta allosubtilis Loksa, 1965
- Agyneta alpica Tanasevitch, 2000
- Agyneta amersaxatilis Saaristo & Koponen, 1998
- Agyneta angulata (Emerton, 1882)
- Agyneta aquila Dupérré, 2013
- Agyneta arida (Baert, 1990)
- Agyneta arietans (O. Pickard-Cambridge, 1873)
- Agyneta atra (Millidge, 1991)
- Agyneta baltoroi (Caporiacco, 1935)
- Agyneta barfoot Dupérré, 2013
- Agyneta barrowsi (Chamberlin & Ivie, 1944)
- Agyneta bermudensis (Strand, 1906)
- Agyneta birulai (Kulczyński, 1908)
- Agyneta birulaioides Wunderlich, 1995
- Agyneta boninensis (Saito, 1982)
- Agyneta breviceps Hippa & Oksala, 1985
- Agyneta brevipes (Keyserling, 1886)
- Agyneta brevis (Millidge, 1991)
- Agyneta bronx Dupérré, 2013
- Agyneta brusnewi (Kulczyński, 1908)
- Agyneta bucklei Dupérré, 2013
- Agyneta bueko Wunderlich, 1983
- Agyneta bulavintsevi Tanasevitch, 2016
- Agyneta canariensis Wunderlich, 1987
- Agyneta castanea (Millidge, 1991)
- Agyneta catalina Dupérré, 2013
- Agyneta cauta (O. Pickard-Cambridge, 1903)
- Agyneta chiricahua Dupérré, 2013
- Agyneta cincta (Millidge, 1991)
- Agyneta collina (Millidge, 1991)
- Agyneta conigera (O. Pickard-Cambridge, 1863)
- Agyneta crawfordi Dupérré, 2013
- Agyneta crista Dupérré, 2013
- Agyneta cuneata Tanasevitch, 2014
- Agyneta curvata (Bosmans, 1979)
- Agyneta dactylis (Tao, Li & Zhu, 1995)
- Agyneta danielbelangeri Dupérré, 2013
- Agyneta darrelli Dupérré, 2013
- Agyneta decora (O. Pickard-Cambridge, 1871)
- Agyneta decorata (Chamberlin & Ivie, 1944)
- Agyneta decurvis (Tao, Li & Zhu, 1995)
- Agyneta delphina Dupérré, 2013
- Agyneta dentifera (Locket, 1968)
- Agyneta depigmentata Wunderlich, 2008
- Agyneta discolor (Millidge, 1991)
- Agyneta disjuncta (Millidge, 1991)
- Agyneta dynica Saaristo & Koponen, 1998
- Agyneta emertoni (Roewer, 1942)
- Agyneta equestris (L. Koch, 1881)
- Agyneta erinacea Dupérré, 2013
- Agyneta evadens (Chamberlin, 1925)
- Agyneta exigua (Russell-Smith, 1992)
- Agyneta fabra (Keyserling, 1886)
- Agyneta falcata (Li & Zhu, 1995)
- Agyneta fillmorana (Chamberlin, 1919)
- Agyneta flandroyae (Jocqué, 1985)
- Agyneta flavipes (Ono, 1991)
- Agyneta flax Dupérré, 2013
- Agyneta flibuscrocus Dupérré, 2013
- Agyneta floridana (Banks, 1896)
- Agyneta fratrella (Chamberlin, 1919)
- Agyneta frigida (Millidge, 1991)
- Agyneta furcula Seo, 2018
- Agyneta fusca (Millidge, 1991)
- Agyneta fuscipalpus (C. L. Koch, 1836)
- Agyneta gagnei (Gertsch, 1973)
- Agyneta galapagosensis (Baert, 1990)
- Agyneta girardi Dupérré, 2013
- Agyneta glacialis (Caporiacco, 1935)
- Agyneta gracilipes (Holm, 1968)
- Agyneta grandcanyon Dupérré, 2013
- Agyneta gulosa (L. Koch, 1869)
- Agyneta habra (Locket, 1968)
- Agyneta hedini Paquin & Dupérré, 2009
- Agyneta himalaya Tanasevitch, 2018
- Agyneta hum Cajade, Rodrigues & Simó, 2023
- Agyneta ignorata (Saito, 1982)
- Agyneta inermis Tanasevitch, 2019
- Agyneta innotabilis (O. Pickard-Cambridge, 1863)
- Agyneta insolita (Locket & Russell-Smith, 1980)
- Agyneta insulana Tanasevitch, 2000
- Agyneta iranica Tanasevitch, 2011
- Agyneta issaqueena Dupérré, 2013
- Agyneta jacksoni (Brændegaard, 1937)
- Agyneta jiriensis Wunderlich, 1983
- Agyneta kashmirica (Caporiacco, 1935)
- Agyneta kaszabi (Loksa, 1965)
- Agyneta kopetdaghensis Tanasevitch, 1989
- Agyneta laimonasi Tanasevitch, 2006
- Agyneta larva (Locket, 1968)
- Agyneta lauta (Millidge, 1991)
- Agyneta ledfordi Dupérré, 2013
- Agyneta leucophora (Chamberlin & Ivie, 1944)
- Agyneta levii Tanasevitch, 1984
- Agyneta levis (Locket, 1968)
- Agyneta lila (Dönitz & Strand, 1906)
- Agyneta llanoensis (Gertsch & Davis, 1936)
- Agyneta longipes (Chamberlin & Ivie, 1944)
- Agyneta lophophor (Chamberlin & Ivie, 1933)
- Agyneta luctuosa (Millidge, 1991)
- Agyneta manni (Crawford & Edwards, 1989)
- Agyneta maritima (Emerton, 1919)
- Agyneta martensi Tanasevitch, 2006
- Agyneta mediocris (Millidge, 1991)
- Agyneta mendosa (Millidge, 1991)
- Agyneta merretti (Locket, 1968)
- Agyneta mesasiatica Tanasevitch, 2000
- Agyneta metatarsialis Tanasevitch, 2014
- Agyneta metropolis (Russell-Smith & Jocqué, 1986)
- Agyneta micaria (Emerton, 1882)
- Agyneta milleri (Thaler, Buchar & Kůrka, 1997)
- Agyneta miniata Dupérré, 2013
- Agyneta minorata (Chamberlin & Ivie, 1944)
- Agyneta mollis (O. Pickard-Cambridge, 1871)
- Agyneta mongolica (Loksa, 1965)
- Agyneta montana (Millidge, 1991)
- Agyneta montivaga (Millidge, 1991)
- Agyneta mossica (Schikora, 1993)
- Agyneta natalensis (Jocqué, 1984)
- Agyneta nigra (Oi, 1960)
- Agyneta nigripes (Simon, 1884)
- Agyneta obscura (Denis, 1950)
- Agyneta oculata (Millidge, 1991)
- Agyneta okefenokee Dupérré, 2013
- Agyneta olivacea (Emerton, 1882)
- Agyneta opaca (Millidge, 1991)
- Agyneta ordinaria (Chamberlin & Ivie, 1947)
- Agyneta orites (Thorell, 1875)
- Agyneta pakistanica Tanasevitch, 2011
- Agyneta palgongsanensis (Paik, 1991)
- Agyneta palustris (Li & Zhu, 1995)
- Agyneta panthera Dupérré, 2013
- Agyneta paquini Dupérré, 2013
- Agyneta paraprosecta Tanasevitch, 2010
- Agyneta parva (Banks, 1896)
- Agyneta perspicua Dupérré, 2013
- Agyneta picta (Chamberlin & Ivie, 1944)
- Agyneta pinicola Gnelitsa, 2014
- Agyneta pinta (Baert, 1990)
- Agyneta pistrix Dupérré, 2013
- Agyneta plagiata (Banks, 1929)
- Agyneta platnicki Dupérré, 2013
- Agyneta pogonophora (Locket, 1968)
- Agyneta prima (Millidge, 1991)
- Agyneta propinqua (Millidge, 1991)
- Agyneta propria (Millidge, 1991)
- Agyneta prosectes (Locket, 1968)
- Agyneta prosectoides (Locket & Russell-Smith, 1980)
- Agyneta protrudens (Chamberlin & Ivie, 1933)
- Agyneta provincialis (Denis, 1949)
- Agyneta proxima (Millidge, 1991)
- Agyneta pseudofuscipalpis Wunderlich, 1983
- Agyneta pseudorurestris Wunderlich, 1980
- Agyneta pseudosaxatilis Tanasevitch, 1984
- Agyneta punctata Wunderlich, 1995
- Agyneta ramosa Jackson, 1912
- Agyneta regina (Chamberlin & Ivie, 1944)
- Agyneta ressli (Wunderlich, 1973)
- Agyneta ripariensis Tanasevitch, 1984
- Agyneta rugosa Wunderlich, 1992
- Agyneta rurestris (C. L. Koch, 1836)
- Agyneta saaristoi Tanasevitch, 2000
- Agyneta sandia Dupérré, 2013
- Agyneta saxatilis (Blackwall, 1844)
- Agyneta semipallida (Chamberlin & Ivie, 1944)
- Agyneta serrata (Emerton, 1909)
- Agyneta serratichelis (Denis, 1964)
- Agyneta serratula Wunderlich, 1995
- Agyneta sheffordiana Dupérré & Paquin, 2007
- Agyneta silvae (Millidge, 1991)
- Agyneta similis (Kulczyński, 1926)
- Agyneta simplex (Emerton, 1926)
- Agyneta simplicitarsis (Simon, 1884)
- Agyneta spicula Dupérré, 2013
- Agyneta spinifera Tanasevitch, 2020
- Agyneta straminicola (Millidge, 1991)
- Agyneta subnivalis Tanasevitch, 1989
- Agyneta subtilis (O. Pickard-Cambridge, 1863)
- Agyneta suecica Holm, 1950
- Agyneta tenuipes (Ono, 2007)
- Agyneta tianschanica Tanasevitch, 1989
- Agyneta tibialis Tanasevitch, 2005
- Agyneta tincta (Jocqué, 1985)
- Agyneta transversa (Banks, 1898)
- Agyneta trifurcata Hippa & Oksala, 1985
- Agyneta tuberculata Dupérré, 2013
- Agyneta unguiserrata Cajade, 2023
- Agyneta unicornis (Tao, Li & Zhu, 1995)
- Agyneta unimaculata (Banks, 1892)
- Agyneta usitata (Locket, 1968)
- Agyneta uta (Chamberlin, 1920)
- Agyneta uzbekistanica Tanasevitch, 1984
- Agyneta vera Wunderlich, 1976
- Agyneta vinki Dupérré, 2013
- Agyneta watertoni Dupérré, 2013
- Agyneta yukona Dupérré, 2013
- Agyneta yulungiensis Wunderlich, 1983

Selon World Spider Catalog (version 23.5, 2023) :
- † Agyneta bigibber Wunderlich, 1988
- † Agyneta fastigata Wunderlich, 1988
- † Agyneta separata Wunderlich, 1988

## Systématique et taxinomie
Ce genre a été décrit par Hull en 1911.
Anomalaria a été placé en synonymie par Simon en 1929.
Eupolis, Meioneta, Aprolagus, Ischnyphantes et Syedrula ont été placés en synonymie par Saaristo en 1973.
Gnathantes a été placé en synonymie par Crawford en 1988.

## Publication originale
- Hull, 1911 : « Papers on spiders. » Transactions of the Natural History Society of Northumberland, (N.S.) vol. 3, no 3, p. 573-590.